# Dragonjina špilja
Drakonjina, Dragonjina, Zmajeva špilja, pećina kod sela Murvice, općina Bol, zaštićeno kulturno dobro.

## Opis dobra
Dragonjina (Zmajeva) špilja nalazi se visoko (349 m) nad naseljem Murvica na južnoj strani otoka Brača. Pustinjaci Juraj i Pavao Silvio (Dubravčić) iz Nerežišća pol. 15. st. borave u Zmajevoj špilji te u blizini zapadno grade Pustinju Silvio.

## Zaštita
S Pustinjom Silvio čini cjelinu koja je zavedena pod oznakom Z-4784 kao nepokretno kulturno dobro - pojedinačno, pravna statusa zaštićena kulturnog dobra, klasificirano kao "sakralne građevine".